# Graham Masterton
Pour les articles homonymes, voir Masterton (homonymie).
Œuvres principales
- Série Manitou

Graham Masterton, né le 16 janvier 1946 à Édimbourg, est un auteur écossais. Il est essentiellement connu pour ses romans d'horreur.

## Biographie
Après ses débuts dans le journalisme, Graham Masterton se tourne vers la  littérature fantastique et connaît le succès en 1975 avec son premier roman, Manitou, écrit en seulement une semaine et adapté au cinéma avec Tony Curtis dans le rôle principal. Graham Masterton vit aujourd'hui en Irlande, près de Cork, où il continue d'écrire les aventures de Jim Rook, un sympathique mais étrange professeur souvent témoin de phénomènes surnaturels chez ses élèves. Il a également écrit de nombreux manuels sur la sexualité (Comment être un amant parfait ?) : il était originellement éditeur du magazine pour adulte MayFair et de l'édition britannique de Penthouse.

## Œuvres traduites en français

### SérieManitou
- 1975 : Manitou (1978 en France). Les éditions NéO l'ont édité en 1984 sous le titre Le Faiseur d'épouvantes.
- 1979 : La Vengeance du Manitou (Néo, 1985 ; Pocket coll. « Terreur » no 9038)
- 1992 : L'Ombre du Manitou (Presses de la Cité, 1992 ; Pocket coll. « Terreur » no 9143)
- 2005 : Du Sang pour Manitou (Bragelonne, 2007)
- 2010 : Peur aveugle (Bragelonne, 2010)

### SérieJim Rook
- 1996 : Magie vaudou (Pocket coll. « Terreur » no 9206)
- 1997 : Magie indienne (Pocket coll. « Terreur » no 9205)
- 1998 : Magie maya (Pocket coll. « Terreur » no 9219)
- 1999 : Magie des neiges (Pocket coll. « Terreur » no 9242)
- 2001 : Magie des eaux (Pocket coll. « Terreur » no 9262)
- 2003 : Magie des flammes (Fleuve noir coll. « Thriller fantastique » no 9316)

### SérieLes Guerriers de la nuit
- 1985 : Les Guerriers de la nuit (Pocket coll. « Terreur » no 9146, 1995)
- 1988 : Les Rivages de la nuit (Pocket coll. « Terreur » no 9147, 1996)
- 1991 : Le Fléau de la nuit (Pocket coll. « Terreur » no 9148, 1996)
- 2006 : La Guerre de la nuit (Bragelonne, 2009)

### SérieJerry Pardoe et Jamila Patel
- 2018 : Ghost Virus (Livr'S Editions, 2019)
- 2021 : Les Anges oubliés (Livr'S Editions, 2020)
- 2021 : Le peuple des ombres (Livr'S Editions, 2023)
- 2023 : What hides in the cellar
- 2025: House of flies

### Romans indépendants
- 1976 : Le Djinn (Librairie des Champs-Élysées,1979 ; Néo, 1985 ; Pocket coll. « Terreur » no 9077)
- 1977 : La Mort noire (Lefrancq, 1998)
- 1978 : Le sphinx (éditions Naturellement, 1999 ; Pocket coll. « Terreur » no 9256)
- 1978 : La Maison de chair (Néo, 1985 ; Pocket coll. « Terreur » no 9125)
- 1978 : Le Jour J du jugement (Pocket coll. « Terreur » no 9018)
- 1979 : Le Complot Sweetman (Le cherche-midi, 2004)
- 1979 : Les Puits de l'enfer (1985 par les Nouvelles Éditions Oswald (NéO) n°149, Pocket coll. « Terreur » no 9078, 1991)
- 1981 : Famine (éditions Naturellement, 2 tomes, 2000)
- 1982 : Le Diamant de Kimberley  (Belfond, 1985)
- 1982 : Le Trône de Satan (titre original Heirloom) (Pocket coll. « Terreur » no 9100, 1993)
- 1983 : Le Démon des morts (Néo, 1986 ; Pocket coll. « Terreur » no 9003)
- 1983 : Condor  (Belles lettres, 2003)
- 1983 : Tengu (Pocket coll. « Terreur » no 9139, 1996)
- 1985 : Le Portrait du mal (Néo, 1987 ; Pocket coll. « Terreur » no 9017)
- 1986 : Transe de mort (Néo, 1990 ; Pocket coll. « Terreur » no 9091)
- 1987 : Le miroir de Satan (Néo, 1989 ; Pocket coll. « Terreur » no 9049)
- 1988 : Rituel de chair (Néo, 1989 ; Pocket coll. « Terreur » no 9079)
- 1989 : Génie maléfique (Le cherche-midi, 2006)
- 1989 : Démences (Pocket coll. « Terreur » no 9048, 1991)
- 1990 : Apparition (Presses de la Cité, 1992 ; Pocket coll. « Terreur » no 9117)
- 1991 : La nuit des salamandres (Presses de la Cité, 1991 ; Pocket coll. « Terreur » no 9093)
- 1992 : Le Maître des mensonges (Pocket coll. « Terreur » no 9180)
- 1993 : Sang impur (Presses de la Cité, 1995 ; Pocket coll. « Terreur » no 9179)
- 1994 : Walhalla (Presses de la Cité, 1996 ; Pocket coll. « Terreur » no 9200)
- 1995 : Hel (Pocket coll. « Terreur » no 9174, 1997)
- 1996 : Les Visages du cauchemar (Pocket coll. « Terreur » no 9185)
- 1999 : Les Gardiens de la porte (Presses de la Cité, 2000 ; Pocket coll. « Terreur » no 9283)
- 2000 : L'Enfant de la nuit (Pocket coll. « Terreur » no 9229)
- 2000 : Les Escales du cauchemar (recueil de nouvelles, Pocket coll. « Terreur » no 9228)
- 2000 : Les papillons du mal (Presses de la Cité, 2002)
- 2001 : Katie Maguire (Fleuve noir, 2003)
- 2002 : Corbeau (Fleuve noir, 2004)
- 2002 : Le Glaive de Dieu (Fleuve noir, 2005)
- 2004 : Le Diable en gris (Bragelonne, 2006)
- 2006 : Descendance (Bragelonne, 2008)
- 2008 : La Cinquième Sorcière (Bragelonne, 2010)
- 2009 : Wendigo (Bragelonne, 2009)
- 2020 : La Maison aux cent Murmures (Livr'S Editions, 2022)
- 2024 : Une nuit avec Graham Masterton (Faute de frappe, 2024)

## Adaptations
- 1978 : Le Faiseur d'épouvantes (réalisateur : William Girdler) d'après son roman Manitou.
- 1997 : Secret de cuisine (épisode 4 de la saison 1 des Prédateurs) (réalisateur Russell Mulcahy) d'après sa nouvelle Le Shih-tan secret présent dans le recueil de nouvelles Les visages du cauchemar.

## Prix littéraires
- 1988 : prix Julia-Verlanger pour Le Portrait du mal.
- 2003 : prix Edgar-Allan-Poe (Edgar Allan Poe Awards) pour Les papillons du mal.

## Festivals
Membre du jury au 7e Festival International du Film Fantastique d'Audincourt, Bloody week-end, 26.27.28.29 mai 2016.